# Abd-al-Qàdir al-Jilaní
Muhyí-d-Din Abu-Muhàmmad Abd-al-Qàdir ibn Abi-Sàlih Jengi-Dost al-Jilaní Mazandarani (o al-Jilí), més conegut senzillament com a Abd-al-Qàdir al-Jilaní (persa: عبدالقادر گیلانی) (regió de Gilan, Pèrsia, 1077 - Bagdad, 1166) fou un teòleg hanbalita i xeic sufí que va donar el seu nom a la tariqa de la qadiriyya, considerada com el més antic dels ordes sufís.
Al-Jilaní va pertànyer a la cadena espiritual de Junayd al-Baghdadí. Va escriure diverses obres i sermons. La seva frase més cèlebre és «el meu peu està al clatell de cada sant de Déu» que expressava el seu desig de ser superior a tots, i va rebre l'aprovació dels teòlegs del seu temps. És considerat com un dels sants més importants de l'islam.

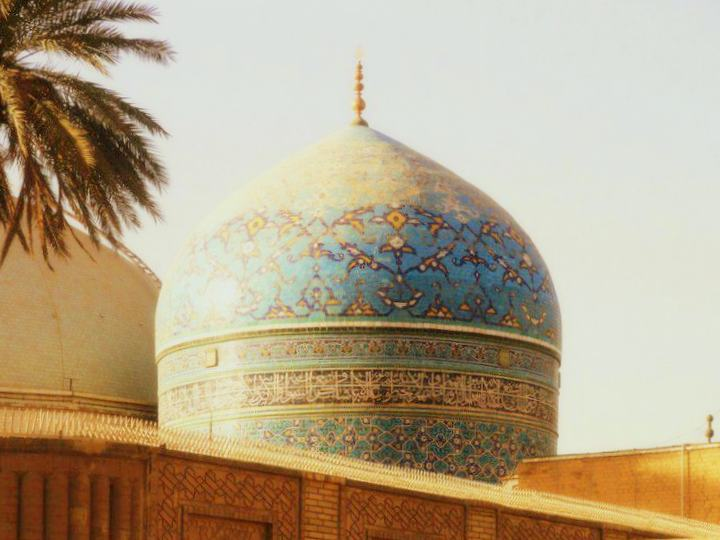
Tomba de Abd-al-Qàdir al-Jilaní, Baghdad, Iraq.